# Lynne Cohen
Pour les articles homonymes, voir Cohen.
Ne doit pas être confondu avec Lynn Cohen.
Lynne Cohen, née le 3 juillet 1944 à Racine, États-Unis, et morte le 12 mai 2014 à Montréal au Canada, est une photographe canadienne.
La caractéristique principale de Lynne Cohen est de faire des photographies de lieux dans lesquels l'humain n'est jamais montré mais suggéré, en noir et blanc et, depuis 1999, en couleur. Elle est une des représentantes de la photographie conceptuelle. Ses expositions Territoire occupé, L’endroit du décor, No man’s land, Camouflage et Cover ont fait l'objet de cinq livres de photographies.

## Biographie
Lynne Cohen est née le 3 juillet 1944 à Racine dans le Wisconsin aux États-Unis. Elle fait des études de gravure et de sculpture à Madison, au Wisconsin, et à Ann Arbor et Ypsilanti, au Michigan. Elle a aussi été élève à la Slade School of Fine Art (Londres). À partir de 1973, elle vit et travaille au Canada, d'abord à Ottawa puis à Montréal à partir de 2005. Elle donne des cours dans plusieurs établissements, notamment à l'université de l'Est du Michigan (1968-1973), au Collège Algonquin (1973-1975) et à l'université d'Ottawa (1974-2005).
Elle a réalisé de nombreuses expositions en Amérique du Nord et en Europe. En 2005, elle reçoit le prix du Gouverneur général en arts visuels et en arts médiatiques.
Elle meurt à l’âge de 69 ans le 12 mai 2014 à Montréal au Canada,.

## Carrière
Lynne Cohen entreprend des études à l'université, aux Beaux-arts, en 1971 et commence la sculpture. Elle est influencée par le pop art, l'art pauvre, mouvement artistique italien (arte povera) qui s'oppose à la société de consommation et privilégie les techniques artisanales et les matériaux bruts, mais aussi par Marcel Duchamp, peintre et plasticien français inventeur du ready-made, et Mark Rothko.
Elle se tourne vers la photographie afin d'être plus engagée dans le monde.

### Démarche
Depuis trente ans, le travail photographique de Lynne Cohen se développe à travers des images d'espaces intérieurs]. Dans ses œuvres, il n'y a jamais d'êtres humains mais ces derniers sont toujours suggérés, ils sont absents mais toujours présents.
Lynne Cohen photographie des lieux publics sans personnages : laboratoires, stations thermales, usines, salles d'attente ou d'entraînement. Leur décoration, souvent très kitsch, peut être comique, même si elle contribue à en renforcer l'aspect intrigant, autoritaire, voire inquiétant. Ces aspects sont soulignés lorsqu'elle photographie par exemple des lieux militaires ou des sous-marins. Elle s'intéresse en effet à l'ambiguïté des lieux et montre que les choses ne sont pas exactement ce qu'elles paraissent être. Chaque lieu est à la fois, sociologiquement et esthétiquement parlant, intéressant,.
Les cadrages rigoureux, la lumière qui met en relief matières et couleurs confèrent à ces images une apparence construite. S'attachant à l'aspect factice des lieux, parfois à leur usage mal défini, Lynne Cohen n'en suggère pas moins un contrôle social qui s'exerce de manière diffuse.
Lynne Cohen est passée du noir et blanc à la couleur. La couleur évoque une température, une autre psychologie de l'espace, le noir et blanc était plus près de la mémoire des espaces photographiés. La couleur depuis 1995 est peut-être plus sinistre. Des lieux identiques ont été photographiés en noir et blanc et en couleur, les rendant complètement différents.
Son travail se fait en argentique à la chambre photographique, avec un très petit obturateur ou diaphragme. Le temps pour prendre une photo varie entre une demi-journée et un jour, en fonction du temps imparti.

### Influences
Lynne Cohen s’est inspirée de plusieurs artistes.
Jian Xing Too, critique d'art et préfacière du livre lié à l’exposition « Cover », a mis en lumière ses influences artistiques :
- - Eugène Atget : il photographiait les intérieurs des appartements parisiens (ex. : Album « Intérieurs parisiens, début du XXe siècle : artistiques, pittoresques et bourgeois »). Il a certainement inspiré Lynne Cohen par le fait que ses photographies représentent des intérieurs vides de présence humaine.
  - David Byrne, le musicien, écrit l'avant-propos pour le livre Lynne Cohen : Occupied Territory[8], publié par Aperture Foundation en 1987.
  - Walker Evans, chargé par la Farm Security Administration, parmi d'autres photographes, de prendre des photographies pour témoigner des conséquences de la Crise de 1929, il a beaucoup axé son travail sur l'habitat.
  - Bernd et Hilla Becher, couple d'artistes allemands qui photographiaient des lieux industriels de l'après-guerre.
  - Jacques Tati, réalisateur français de Mon oncle et Playtime.

## Distinctions
- 2005 : Prix du Gouverneur général en arts visuels et en arts médiatiques
- Prix Logan de l’Art Institute of Chicago
- Prix Victor-Martyn-Lynch-Staunton du Conseil des Arts du Canada

## Expositions

### Expositions personnelles
- 1990 : Lynne Cohen, Galerie Coekelaere & Janssen, Bruxelles[9].
- 1992 : Lynne Cohen : l'endroit du décor, FRAC-Artothèque du Limousin, Limoges[10],[11].
- 2001 : No Man's Land. Photographies de Lynne Cohen, Musée des beaux-arts du Canada, Ottawa ; Musée de l'Élysée, Lausanne[12],[13].
- 2011 : exposition aux Rencontres de la photographie d'Arles[14].
- 2013 : Lynne Cohen. False Clues/Faux indices, Musée d'art contemporain de Montréal[15],[16].
- 2014 : Lynne Cohen, Sala Rekalde, Bilbao[17].
- 2019, Lynne Cohen. Double aveugle, 1970-2012, Pavillon populaire, Montpellier[6], [18].
- 2023 : Lynne Cohen - Marina Gadonneix. Laboratoires/observatoires, Musée national d'Art moderne, Paris[19],[20].

### Expositions collectives
- 1985 : Environnements d'ici et d'aujourd'hui : trois photographes contemporains, Lynne Cohen, Robert Del Tredici, Karen Smiley, Musée des beaux-arts du Canada, Ottawa.
- 1994 : La Nièvre photographiée : Javier Baldeòn, Lynne Cohen, John Davies, Robert Polidori, Jean-Marc Tingaud, Maison de la Culture, Nevers[21].
- 1995 : Double mixte, Jeu de Paume, Paris[22],[23],[24].

## Collections
- Spa, 2000. Musée d'art contemporain de Montréal[25].
- Galerie Leonard & Bina Ellen, Université Concordia
- Musée des beaux-arts du Canada[26].
- Musée national des beaux-arts du Québec[27].
- Musée d'art de Joliette
- The Winnipeg Art Gallery
- Musée national des beaux-arts du Québec
- Carleton University Art Gallery
- FRAC Bretagne[28].

## Publications
- Camouflage, texte et photographies de Lynne Cohen (traduit de l'anglais par Cécile Dazord), Cherbourg, le Point du jour, 2005, 198 p.  (ISBN 2-912132-44-4)[29].
- Cover, photographies de Lynne Cohen, texte de Jian-Xing Too, Cherbourg, le Point du jour, 2009. C'est le second livre de Lynne Cohen ; il rassemble des photographies en couleurs, réalisées au cours des dix années précédentes. Cover (couverture) peut signifier couvercle, revêtement, protection, ou réserve. Il renvoie au livre lui-même, au croisement de la photographie utilitaire et de l'art contemporain, du sens et du non-sens, de l'ordinaire et de l'onirique.

#### Catalogues d'exposition
- Marc Donnadieu, Lynne Cohen, Double aveugle, 1970-2012 (catalogue d'exposition), Vanves, Hazan, 2019, 141 p. (ISBN 978-2-7541-1112-6).
- Florian Ebner et Matthias Pfaller, Observatoires-laboratoires, Lynne Cohen (catalogue d'exposition), Paris, Centre Pompidou, Atelier EXB, 2023, 103 p. (ISBN 978-2-36511-364-9).
- François LeTourneux et Paulette Gagnon, Lynne Cohen. Faux Indices (catalogue d'exposition), Musée d'art contemporain de Montréal, 2013, 71 p..
- Frédéric Paul, Johanne Lamoureux et Jean-Paul Criqui, Lynne Cohen : l'endroit du décor / Lost and Found (catalogue d'exposition), Limoges, FRAC Limousin, 1992.
- Ann Thomas, Environnements d'ici et d'aujourd'hui : trois photographes contemporains, Lynne Cohen, Robert Del Tredici, Karen Smiley, Ottawa, Musée des beaux-arts du Canada, 1985, 92 p. (ISBN 0-88884-522-7 et 9780888845221).
- Ann Thomas (trad. Jean-François Allain, préf. Pierre Théberge, William A. Ewing), No Man's Land : les photographies de Lynne Cohen (catalogue d'exposition), Paris, Londres, Thames & Hudson, 2001, 160 p. (ISBN 2-87811-204-0).

#### Articles
- (en) Jean-François Bélisle, « (Un)Framing Interior Views. Cultural Geography in the Work of Lynne Cohen », Ciel variable, no 71 « Un monde d’images »,‎ mars 2006, p. 32–33 (lire en ligne ).
- Jacqueline Fry, « Lynne Cohen : un théâtre d'objets de plus en plus inquisiteurs », Parachute, vol. 33,‎ 1983-1984, p. 5-11
- Catherine Pomparat, « Lynne Cohen : à l’infinitif pluriel », CV Photo, no 37,‎ hiver 1996, p. 15–34 (ISSN 1196-9261, e-ISSN 1923-8223, lire en ligne).